# Flachschnäbel
Die Flachschnäbel (Machaerirhynchus) sind die einzige Gattung in der gleichnamigen Familie Machaerirhynchidae. Sie umfasst zwei Arten, die im nördlichen Australien und in Neuguinea vorkommen.

## Merkmale
Flachschnäbel erreichen Körperlängen von 11 bis 15 cm. Der Körper ist klein und eiförmig, die Körperhaltung ist waagerecht. Die Oberseite des Gefieders ist schwarz mit weißen Flügeldecken, die Unterseite ist leuchtend gelb und weist beim Schwarzbrust-Flachschnabel (Machaerirhynchus nigripectus) einen schwarzen Flecken auf. Die kurzen Flügel sind gerundet. Der lange, abgestufte Schwanz ist oft über den Rücken gespannt. Der breite, mittellange Schnabel ist unterseitig abgeflacht. Der Hals ist mittelgroß. Der Hals ist kurz und dick. Die Beine sind kurz, die Füße sind klein. Die Männchen sind leuchtender gefärbt und deutlicher gemustert als die Weibchen.

## Systematik

### Äußere Systematik
Die Flachschnäbel sind Teil der adaptiven Corvoidea-Radiation. Obwohl sie seit langem den Monarchen zugeordnet werden, deuten neuere phylogenetische Studien darauf hin, dass die Flachschnäbel eine eigene Gruppe bilden, die nur entfernt mit den Monarchen verwandt ist. Sie gehören zu einer gut gestützten Gruppe hauptsächlich afrikanischer und asiatischer Arten, die zum Teil kollektiv als Überfamilie Malaconotoidea bezeichnet wird. Die genaue Position der Familie Machaerirhynchidae innerhalb dieser Radiation ist nicht klar, da verschiedene Studien sie entweder als Schwestergruppe der Schwalbenstarverwandten, des Beerenjägers oder der Ioras ausweisen.

### Innere Systematik
Es werden folgende Arten unterschieden:
- Schwarzbrust-Flachschnabel (Machaerirhynchus nigripectus). Verbreitung: Kommt mit drei Unterarten in Neuguinea vor.
- Gelbbauch-Flachschnabel (Machaerirhynchus flaviventer). Verbreitung: Kommt mit sechs Unterarten in Nordaustralien und in Neuguinea vor.

## Lebensraum
Die Flachschnäbel leben sowohl im Tiefland- als auch im Bergregenwald sowie in Randlebensräumen und Sekundärwäldern.

## Nahrungsverhalten
Flachschnäbel jagen in erster Linie Fluginsekten. Sie sammeln aber auch Insekten und andere wirbellose Tiere von Blattoberflächen.

## Fortpflanzungsverhalten
Über die Brutbiologie der Flachschnäbel ist wenig bekannt; sie scheinen jedoch monogam mit biparentaler Brutpflege zu sein. Sie errichten ein einfaches Napfnest, das entweder auf einem Ast befestigt oder an einem waagerecht gegabelten Ast aufgehängt ist. Die Nester bestehen aus Wurzeln, Ranken und anderen Pflanzenfasern, die mit Spinnweben verbunden und manchmal mit Moos und Flechten ausgekleidet sind. Weibchen legen zwei oder drei Eier pro Gelege. Sowohl Männchen als auch Weibchen errichten das Nest, bebrüten die Eier und füttern die Jungen. Die Brutzeit scheint mindestens zwei Wochen zu dauern, aber es ist offenbar nichts anderes bekannt.